# Зейбот, Иван Мартынович
Иван Мартынович Зейбот (также Ханс Зейбот; нем. Johannes Ernst Seyboth, латыш. Hanss Zeibots; 15 [27] июля 1864, Рига — 20 ноября 1938, Рига) — российский и латвийский шахматист, шахматный композитор и журналист; педагог-математик.

## Биография

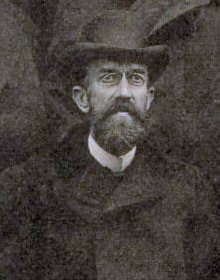
Преподаватель математики в Петришуле

Родился в Риге 15 (27) июля 1864 года в семье оптового торговца сельскохозяйственной продукцией Мартина Зейбота и его супруги Анны Зейбот (урожд. Экк). Младший брат астронома Я. М. Зейбота.
Окончил физико-математический факультет Дерптского университета (учился с 1886 по 1890 год). В течение 1890—1918 годов работал преподавателем математики в «Петришуле».
После революционных событий 1917 года вернулся в Ригу, где продолжал работать учителем. С 1928 года до смерти был директором 13-й начальной школы.

### Шахматная деятельность
Считался одним из сильнейших любителей Санкт-Петербурга. Первоначально состоял в Санкт-Петербургском шахматном обществе, но вскоре вышел из организации в знак протеста против нового устава, допускавшего дискриминацию по сословному и религиозному признаку. Позже состоял в Обществе поощрения шахматной игры. Сыграл ряд матчей с известными шахматистами: П. Г. Болем (1893 г.; +4-0=3), С. Ф. Лебедевым (1895 г.). Главное спортивное достижение — дележ 3—4 мест с К. К. Бетиньшем в 1-м конгрессе Прибалтийского шахматного союза (1899 г.). Также принимал участие в турнире сильнейших шахматистов Петербурга (1902 г.), где нанес поражение победителю соревнования М. И. Чигорину, и турнирах Петербургского шахматного собрания. Много лет был редактором шахматных отделов петербургских немецких газет „Herold“ и „St. Petersburgische Zeitung“. В шахматном отделе газеты „St. Petersburgische Zeitung“ впервые опубликовал этюды А. И., Л. И. и Е. И. Куббелей. Занимался этюдной композицией, публиковал свои произведения в российских и зарубежных изданиях.

#### Избранные этюды
|   | a                                                                                     | b                                                                                     | c                                                                                     | d                                                                                     | e                                                                                     | f                                                                                     | g                                                                                     | h                                                                                     |   |
| - | ------------------------------------------------------------------------------------- | ------------------------------------------------------------------------------------- | ------------------------------------------------------------------------------------- | ------------------------------------------------------------------------------------- | ------------------------------------------------------------------------------------- | ------------------------------------------------------------------------------------- | ------------------------------------------------------------------------------------- | ------------------------------------------------------------------------------------- | - |
| 8 | a8 белый король · c6 чёрный король · d5 чёрный ферзь · c2 белый слон · f1 белый ферзь | a8 белый король · c6 чёрный король · d5 чёрный ферзь · c2 белый слон · f1 белый ферзь | a8 белый король · c6 чёрный король · d5 чёрный ферзь · c2 белый слон · f1 белый ферзь | a8 белый король · c6 чёрный король · d5 чёрный ферзь · c2 белый слон · f1 белый ферзь | a8 белый король · c6 чёрный король · d5 чёрный ферзь · c2 белый слон · f1 белый ферзь | a8 белый король · c6 чёрный король · d5 чёрный ферзь · c2 белый слон · f1 белый ферзь | a8 белый король · c6 чёрный король · d5 чёрный ферзь · c2 белый слон · f1 белый ферзь | a8 белый король · c6 чёрный король · d5 чёрный ферзь · c2 белый слон · f1 белый ферзь | 8 |
| 7 | a8 белый король · c6 чёрный король · d5 чёрный ферзь · c2 белый слон · f1 белый ферзь | a8 белый король · c6 чёрный король · d5 чёрный ферзь · c2 белый слон · f1 белый ферзь | a8 белый король · c6 чёрный король · d5 чёрный ферзь · c2 белый слон · f1 белый ферзь | a8 белый король · c6 чёрный король · d5 чёрный ферзь · c2 белый слон · f1 белый ферзь | a8 белый король · c6 чёрный король · d5 чёрный ферзь · c2 белый слон · f1 белый ферзь | a8 белый король · c6 чёрный король · d5 чёрный ферзь · c2 белый слон · f1 белый ферзь | a8 белый король · c6 чёрный король · d5 чёрный ферзь · c2 белый слон · f1 белый ферзь | a8 белый король · c6 чёрный король · d5 чёрный ферзь · c2 белый слон · f1 белый ферзь | 7 |
| 6 | a8 белый король · c6 чёрный король · d5 чёрный ферзь · c2 белый слон · f1 белый ферзь | a8 белый король · c6 чёрный король · d5 чёрный ферзь · c2 белый слон · f1 белый ферзь | a8 белый король · c6 чёрный король · d5 чёрный ферзь · c2 белый слон · f1 белый ферзь | a8 белый король · c6 чёрный король · d5 чёрный ферзь · c2 белый слон · f1 белый ферзь | a8 белый король · c6 чёрный король · d5 чёрный ферзь · c2 белый слон · f1 белый ферзь | a8 белый король · c6 чёрный король · d5 чёрный ферзь · c2 белый слон · f1 белый ферзь | a8 белый король · c6 чёрный король · d5 чёрный ферзь · c2 белый слон · f1 белый ферзь | a8 белый король · c6 чёрный король · d5 чёрный ферзь · c2 белый слон · f1 белый ферзь | 6 |
| 5 | a8 белый король · c6 чёрный король · d5 чёрный ферзь · c2 белый слон · f1 белый ферзь | a8 белый король · c6 чёрный король · d5 чёрный ферзь · c2 белый слон · f1 белый ферзь | a8 белый король · c6 чёрный король · d5 чёрный ферзь · c2 белый слон · f1 белый ферзь | a8 белый король · c6 чёрный король · d5 чёрный ферзь · c2 белый слон · f1 белый ферзь | a8 белый король · c6 чёрный король · d5 чёрный ферзь · c2 белый слон · f1 белый ферзь | a8 белый король · c6 чёрный король · d5 чёрный ферзь · c2 белый слон · f1 белый ферзь | a8 белый король · c6 чёрный король · d5 чёрный ферзь · c2 белый слон · f1 белый ферзь | a8 белый король · c6 чёрный король · d5 чёрный ферзь · c2 белый слон · f1 белый ферзь | 5 |
| 4 | a8 белый король · c6 чёрный король · d5 чёрный ферзь · c2 белый слон · f1 белый ферзь | a8 белый король · c6 чёрный король · d5 чёрный ферзь · c2 белый слон · f1 белый ферзь | a8 белый король · c6 чёрный король · d5 чёрный ферзь · c2 белый слон · f1 белый ферзь | a8 белый король · c6 чёрный король · d5 чёрный ферзь · c2 белый слон · f1 белый ферзь | a8 белый король · c6 чёрный король · d5 чёрный ферзь · c2 белый слон · f1 белый ферзь | a8 белый король · c6 чёрный король · d5 чёрный ферзь · c2 белый слон · f1 белый ферзь | a8 белый король · c6 чёрный король · d5 чёрный ферзь · c2 белый слон · f1 белый ферзь | a8 белый король · c6 чёрный король · d5 чёрный ферзь · c2 белый слон · f1 белый ферзь | 4 |
| 3 | a8 белый король · c6 чёрный король · d5 чёрный ферзь · c2 белый слон · f1 белый ферзь | a8 белый король · c6 чёрный король · d5 чёрный ферзь · c2 белый слон · f1 белый ферзь | a8 белый король · c6 чёрный король · d5 чёрный ферзь · c2 белый слон · f1 белый ферзь | a8 белый король · c6 чёрный король · d5 чёрный ферзь · c2 белый слон · f1 белый ферзь | a8 белый король · c6 чёрный король · d5 чёрный ферзь · c2 белый слон · f1 белый ферзь | a8 белый король · c6 чёрный король · d5 чёрный ферзь · c2 белый слон · f1 белый ферзь | a8 белый король · c6 чёрный король · d5 чёрный ферзь · c2 белый слон · f1 белый ферзь | a8 белый король · c6 чёрный король · d5 чёрный ферзь · c2 белый слон · f1 белый ферзь | 3 |
| 2 | a8 белый король · c6 чёрный король · d5 чёрный ферзь · c2 белый слон · f1 белый ферзь | a8 белый король · c6 чёрный король · d5 чёрный ферзь · c2 белый слон · f1 белый ферзь | a8 белый король · c6 чёрный король · d5 чёрный ферзь · c2 белый слон · f1 белый ферзь | a8 белый король · c6 чёрный король · d5 чёрный ферзь · c2 белый слон · f1 белый ферзь | a8 белый король · c6 чёрный король · d5 чёрный ферзь · c2 белый слон · f1 белый ферзь | a8 белый король · c6 чёрный король · d5 чёрный ферзь · c2 белый слон · f1 белый ферзь | a8 белый король · c6 чёрный король · d5 чёрный ферзь · c2 белый слон · f1 белый ферзь | a8 белый король · c6 чёрный король · d5 чёрный ферзь · c2 белый слон · f1 белый ферзь | 2 |
| 1 | a8 белый король · c6 чёрный король · d5 чёрный ферзь · c2 белый слон · f1 белый ферзь | a8 белый король · c6 чёрный король · d5 чёрный ферзь · c2 белый слон · f1 белый ферзь | a8 белый король · c6 чёрный король · d5 чёрный ферзь · c2 белый слон · f1 белый ферзь | a8 белый король · c6 чёрный король · d5 чёрный ферзь · c2 белый слон · f1 белый ферзь | a8 белый король · c6 чёрный король · d5 чёрный ферзь · c2 белый слон · f1 белый ферзь | a8 белый король · c6 чёрный король · d5 чёрный ферзь · c2 белый слон · f1 белый ферзь | a8 белый король · c6 чёрный король · d5 чёрный ферзь · c2 белый слон · f1 белый ферзь | a8 белый король · c6 чёрный король · d5 чёрный ферзь · c2 белый слон · f1 белый ферзь | 1 |
|   | a                                                                                     | b                                                                                     | c                                                                                     | d                                                                                     | e                                                                                     | f                                                                                     | g                                                                                     | h                                                                                     |   |

|   | a | b | c | d | e | f | g | h |   |
| - | --- | --- | --- | --- | --- | --- | --- | --- | - |
| 8 | b7 белая ладья · e7 белая пешка · b5 белая пешка · b4 чёрный король · c4 чёрная пешка · d3 чёрный конь · b2 белый конь · c2 белый король · e1 чёрная ладья | b7 белая ладья · e7 белая пешка · b5 белая пешка · b4 чёрный король · c4 чёрная пешка · d3 чёрный конь · b2 белый конь · c2 белый король · e1 чёрная ладья | b7 белая ладья · e7 белая пешка · b5 белая пешка · b4 чёрный король · c4 чёрная пешка · d3 чёрный конь · b2 белый конь · c2 белый король · e1 чёрная ладья | b7 белая ладья · e7 белая пешка · b5 белая пешка · b4 чёрный король · c4 чёрная пешка · d3 чёрный конь · b2 белый конь · c2 белый король · e1 чёрная ладья | b7 белая ладья · e7 белая пешка · b5 белая пешка · b4 чёрный король · c4 чёрная пешка · d3 чёрный конь · b2 белый конь · c2 белый король · e1 чёрная ладья | b7 белая ладья · e7 белая пешка · b5 белая пешка · b4 чёрный король · c4 чёрная пешка · d3 чёрный конь · b2 белый конь · c2 белый король · e1 чёрная ладья | b7 белая ладья · e7 белая пешка · b5 белая пешка · b4 чёрный король · c4 чёрная пешка · d3 чёрный конь · b2 белый конь · c2 белый король · e1 чёрная ладья | b7 белая ладья · e7 белая пешка · b5 белая пешка · b4 чёрный король · c4 чёрная пешка · d3 чёрный конь · b2 белый конь · c2 белый король · e1 чёрная ладья | 8 |
| 7 | b7 белая ладья · e7 белая пешка · b5 белая пешка · b4 чёрный король · c4 чёрная пешка · d3 чёрный конь · b2 белый конь · c2 белый король · e1 чёрная ладья | b7 белая ладья · e7 белая пешка · b5 белая пешка · b4 чёрный король · c4 чёрная пешка · d3 чёрный конь · b2 белый конь · c2 белый король · e1 чёрная ладья | b7 белая ладья · e7 белая пешка · b5 белая пешка · b4 чёрный король · c4 чёрная пешка · d3 чёрный конь · b2 белый конь · c2 белый король · e1 чёрная ладья | b7 белая ладья · e7 белая пешка · b5 белая пешка · b4 чёрный король · c4 чёрная пешка · d3 чёрный конь · b2 белый конь · c2 белый король · e1 чёрная ладья | b7 белая ладья · e7 белая пешка · b5 белая пешка · b4 чёрный король · c4 чёрная пешка · d3 чёрный конь · b2 белый конь · c2 белый король · e1 чёрная ладья | b7 белая ладья · e7 белая пешка · b5 белая пешка · b4 чёрный король · c4 чёрная пешка · d3 чёрный конь · b2 белый конь · c2 белый король · e1 чёрная ладья | b7 белая ладья · e7 белая пешка · b5 белая пешка · b4 чёрный король · c4 чёрная пешка · d3 чёрный конь · b2 белый конь · c2 белый король · e1 чёрная ладья | b7 белая ладья · e7 белая пешка · b5 белая пешка · b4 чёрный король · c4 чёрная пешка · d3 чёрный конь · b2 белый конь · c2 белый король · e1 чёрная ладья | 7 |
| 6 | b7 белая ладья · e7 белая пешка · b5 белая пешка · b4 чёрный король · c4 чёрная пешка · d3 чёрный конь · b2 белый конь · c2 белый король · e1 чёрная ладья | b7 белая ладья · e7 белая пешка · b5 белая пешка · b4 чёрный король · c4 чёрная пешка · d3 чёрный конь · b2 белый конь · c2 белый король · e1 чёрная ладья | b7 белая ладья · e7 белая пешка · b5 белая пешка · b4 чёрный король · c4 чёрная пешка · d3 чёрный конь · b2 белый конь · c2 белый король · e1 чёрная ладья | b7 белая ладья · e7 белая пешка · b5 белая пешка · b4 чёрный король · c4 чёрная пешка · d3 чёрный конь · b2 белый конь · c2 белый король · e1 чёрная ладья | b7 белая ладья · e7 белая пешка · b5 белая пешка · b4 чёрный король · c4 чёрная пешка · d3 чёрный конь · b2 белый конь · c2 белый король · e1 чёрная ладья | b7 белая ладья · e7 белая пешка · b5 белая пешка · b4 чёрный король · c4 чёрная пешка · d3 чёрный конь · b2 белый конь · c2 белый король · e1 чёрная ладья | b7 белая ладья · e7 белая пешка · b5 белая пешка · b4 чёрный король · c4 чёрная пешка · d3 чёрный конь · b2 белый конь · c2 белый король · e1 чёрная ладья | b7 белая ладья · e7 белая пешка · b5 белая пешка · b4 чёрный король · c4 чёрная пешка · d3 чёрный конь · b2 белый конь · c2 белый король · e1 чёрная ладья | 6 |
| 5 | b7 белая ладья · e7 белая пешка · b5 белая пешка · b4 чёрный король · c4 чёрная пешка · d3 чёрный конь · b2 белый конь · c2 белый король · e1 чёрная ладья | b7 белая ладья · e7 белая пешка · b5 белая пешка · b4 чёрный король · c4 чёрная пешка · d3 чёрный конь · b2 белый конь · c2 белый король · e1 чёрная ладья | b7 белая ладья · e7 белая пешка · b5 белая пешка · b4 чёрный король · c4 чёрная пешка · d3 чёрный конь · b2 белый конь · c2 белый король · e1 чёрная ладья | b7 белая ладья · e7 белая пешка · b5 белая пешка · b4 чёрный король · c4 чёрная пешка · d3 чёрный конь · b2 белый конь · c2 белый король · e1 чёрная ладья | b7 белая ладья · e7 белая пешка · b5 белая пешка · b4 чёрный король · c4 чёрная пешка · d3 чёрный конь · b2 белый конь · c2 белый король · e1 чёрная ладья | b7 белая ладья · e7 белая пешка · b5 белая пешка · b4 чёрный король · c4 чёрная пешка · d3 чёрный конь · b2 белый конь · c2 белый король · e1 чёрная ладья | b7 белая ладья · e7 белая пешка · b5 белая пешка · b4 чёрный король · c4 чёрная пешка · d3 чёрный конь · b2 белый конь · c2 белый король · e1 чёрная ладья | b7 белая ладья · e7 белая пешка · b5 белая пешка · b4 чёрный король · c4 чёрная пешка · d3 чёрный конь · b2 белый конь · c2 белый король · e1 чёрная ладья | 5 |
| 4 | b7 белая ладья · e7 белая пешка · b5 белая пешка · b4 чёрный король · c4 чёрная пешка · d3 чёрный конь · b2 белый конь · c2 белый король · e1 чёрная ладья | b7 белая ладья · e7 белая пешка · b5 белая пешка · b4 чёрный король · c4 чёрная пешка · d3 чёрный конь · b2 белый конь · c2 белый король · e1 чёрная ладья | b7 белая ладья · e7 белая пешка · b5 белая пешка · b4 чёрный король · c4 чёрная пешка · d3 чёрный конь · b2 белый конь · c2 белый король · e1 чёрная ладья | b7 белая ладья · e7 белая пешка · b5 белая пешка · b4 чёрный король · c4 чёрная пешка · d3 чёрный конь · b2 белый конь · c2 белый король · e1 чёрная ладья | b7 белая ладья · e7 белая пешка · b5 белая пешка · b4 чёрный король · c4 чёрная пешка · d3 чёрный конь · b2 белый конь · c2 белый король · e1 чёрная ладья | b7 белая ладья · e7 белая пешка · b5 белая пешка · b4 чёрный король · c4 чёрная пешка · d3 чёрный конь · b2 белый конь · c2 белый король · e1 чёрная ладья | b7 белая ладья · e7 белая пешка · b5 белая пешка · b4 чёрный король · c4 чёрная пешка · d3 чёрный конь · b2 белый конь · c2 белый король · e1 чёрная ладья | b7 белая ладья · e7 белая пешка · b5 белая пешка · b4 чёрный король · c4 чёрная пешка · d3 чёрный конь · b2 белый конь · c2 белый король · e1 чёрная ладья | 4 |
| 3 | b7 белая ладья · e7 белая пешка · b5 белая пешка · b4 чёрный король · c4 чёрная пешка · d3 чёрный конь · b2 белый конь · c2 белый король · e1 чёрная ладья | b7 белая ладья · e7 белая пешка · b5 белая пешка · b4 чёрный король · c4 чёрная пешка · d3 чёрный конь · b2 белый конь · c2 белый король · e1 чёрная ладья | b7 белая ладья · e7 белая пешка · b5 белая пешка · b4 чёрный король · c4 чёрная пешка · d3 чёрный конь · b2 белый конь · c2 белый король · e1 чёрная ладья | b7 белая ладья · e7 белая пешка · b5 белая пешка · b4 чёрный король · c4 чёрная пешка · d3 чёрный конь · b2 белый конь · c2 белый король · e1 чёрная ладья | b7 белая ладья · e7 белая пешка · b5 белая пешка · b4 чёрный король · c4 чёрная пешка · d3 чёрный конь · b2 белый конь · c2 белый король · e1 чёрная ладья | b7 белая ладья · e7 белая пешка · b5 белая пешка · b4 чёрный король · c4 чёрная пешка · d3 чёрный конь · b2 белый конь · c2 белый король · e1 чёрная ладья | b7 белая ладья · e7 белая пешка · b5 белая пешка · b4 чёрный король · c4 чёрная пешка · d3 чёрный конь · b2 белый конь · c2 белый король · e1 чёрная ладья | b7 белая ладья · e7 белая пешка · b5 белая пешка · b4 чёрный король · c4 чёрная пешка · d3 чёрный конь · b2 белый конь · c2 белый король · e1 чёрная ладья | 3 |
| 2 | b7 белая ладья · e7 белая пешка · b5 белая пешка · b4 чёрный король · c4 чёрная пешка · d3 чёрный конь · b2 белый конь · c2 белый король · e1 чёрная ладья | b7 белая ладья · e7 белая пешка · b5 белая пешка · b4 чёрный король · c4 чёрная пешка · d3 чёрный конь · b2 белый конь · c2 белый король · e1 чёрная ладья | b7 белая ладья · e7 белая пешка · b5 белая пешка · b4 чёрный король · c4 чёрная пешка · d3 чёрный конь · b2 белый конь · c2 белый король · e1 чёрная ладья | b7 белая ладья · e7 белая пешка · b5 белая пешка · b4 чёрный король · c4 чёрная пешка · d3 чёрный конь · b2 белый конь · c2 белый король · e1 чёрная ладья | b7 белая ладья · e7 белая пешка · b5 белая пешка · b4 чёрный король · c4 чёрная пешка · d3 чёрный конь · b2 белый конь · c2 белый король · e1 чёрная ладья | b7 белая ладья · e7 белая пешка · b5 белая пешка · b4 чёрный король · c4 чёрная пешка · d3 чёрный конь · b2 белый конь · c2 белый король · e1 чёрная ладья | b7 белая ладья · e7 белая пешка · b5 белая пешка · b4 чёрный король · c4 чёрная пешка · d3 чёрный конь · b2 белый конь · c2 белый король · e1 чёрная ладья | b7 белая ладья · e7 белая пешка · b5 белая пешка · b4 чёрный король · c4 чёрная пешка · d3 чёрный конь · b2 белый конь · c2 белый король · e1 чёрная ладья | 2 |
| 1 | b7 белая ладья · e7 белая пешка · b5 белая пешка · b4 чёрный король · c4 чёрная пешка · d3 чёрный конь · b2 белый конь · c2 белый король · e1 чёрная ладья | b7 белая ладья · e7 белая пешка · b5 белая пешка · b4 чёрный король · c4 чёрная пешка · d3 чёрный конь · b2 белый конь · c2 белый король · e1 чёрная ладья | b7 белая ладья · e7 белая пешка · b5 белая пешка · b4 чёрный король · c4 чёрная пешка · d3 чёрный конь · b2 белый конь · c2 белый король · e1 чёрная ладья | b7 белая ладья · e7 белая пешка · b5 белая пешка · b4 чёрный король · c4 чёрная пешка · d3 чёрный конь · b2 белый конь · c2 белый король · e1 чёрная ладья | b7 белая ладья · e7 белая пешка · b5 белая пешка · b4 чёрный король · c4 чёрная пешка · d3 чёрный конь · b2 белый конь · c2 белый король · e1 чёрная ладья | b7 белая ладья · e7 белая пешка · b5 белая пешка · b4 чёрный король · c4 чёрная пешка · d3 чёрный конь · b2 белый конь · c2 белый король · e1 чёрная ладья | b7 белая ладья · e7 белая пешка · b5 белая пешка · b4 чёрный король · c4 чёрная пешка · d3 чёрный конь · b2 белый конь · c2 белый король · e1 чёрная ладья | b7 белая ладья · e7 белая пешка · b5 белая пешка · b4 чёрный король · c4 чёрная пешка · d3 чёрный конь · b2 белый конь · c2 белый король · e1 чёрная ладья | 1 |
|   | a | b | c | d | e | f | g | h |   |

- «Шахматный журнал» (1901 г.). Черные угрожают матом в 3 хода: 1... Фd8+ 2. Крa7 Фb6+ 3. Крa8 Фb7#. Белые должны отразить угрозу и увести короля из опасного угла. 1. Сe4! Ф:e4 2. Фf7 Крb6+ 3. Крb8 Фe5+ 4. Крc8 Фh8+ 5. Крd7. Дальнейшие попытки выиграть бессмысленны.
- «Bohemia» (1907 г.). Для достижения победы белым нужно перейти в ладейное окончание. 1. К:d3+ cd+ 2. Крd2! Решающий выигрыш темпа. 2... Лe6. Если 2... Лe5, то 3. Кр:d3 Крc5 4. Лc7+ Крb6 (4... Крd6 5. Крd4) 5. Крd4 Лe1 6. Лd7. 3. Кр:d3 Крc5 4. Лc7+ Кр:b5 5. Крd4 Крb6 6. Крd5, и белые выигрывают.